# Sân bay Frank Pais
Sân bay Frank Pais (IATA: HOG, ICAO: MUHG) là một sân bay quốc tế phục vụ thành phố Holguín của Cuba.

## Các hãng hàng không và ruyến bay
- Aerocaribbean (La Habana, Santiago de Cuba)
- Air Canada (Halifax, Montreal, Toronto-Pearson)
- Air Transat (Montreal, Quebec City, Toronto-Pearson)
- Austrian Airlines (Vienna)
- American Airlines
  - American Eagle (Miami) - charter
- Belair (Zurich)
- Blue Panorama Airlines (Milan-Malpensa)
- CanJet (Montreal)
- Caribair (Puerto Plata, Santo Domingo)
- Condor Airlines (Frankfurt)
- Cubana de Aviación (La Habana, London-Gatwick, Montreal, Toronto-Pearson)
- Edelweiss Air (Zurich)
- Finnair (Helsinki)
- First Choice Airways (Manchester (UK))
- Livingston (Milan-Malpensa)
- LTU International (Düsseldorf)
- Martinair (Amsterdam)
- MyTravel Airways (London-Gatwick, Manchester (UK))
- Neos (Milan-Malpensa)
- Skyservice (Calgary, Halifax, Montreal, Ottawa, Quebec City, Toronto-Pearson, Winnipeg)
- Sunwing Airlines (Bagotville, Montreal, Quebec City, Toronto-Pearson)
- Thomsonfly (London-Gatwick, Manchester (UK))
- WestJet (Ottawa)